# Lac des Audannes
Lac des Audannes là một hồ ở bang Valais, Thụy Sĩ.